# Gisela von Burgund

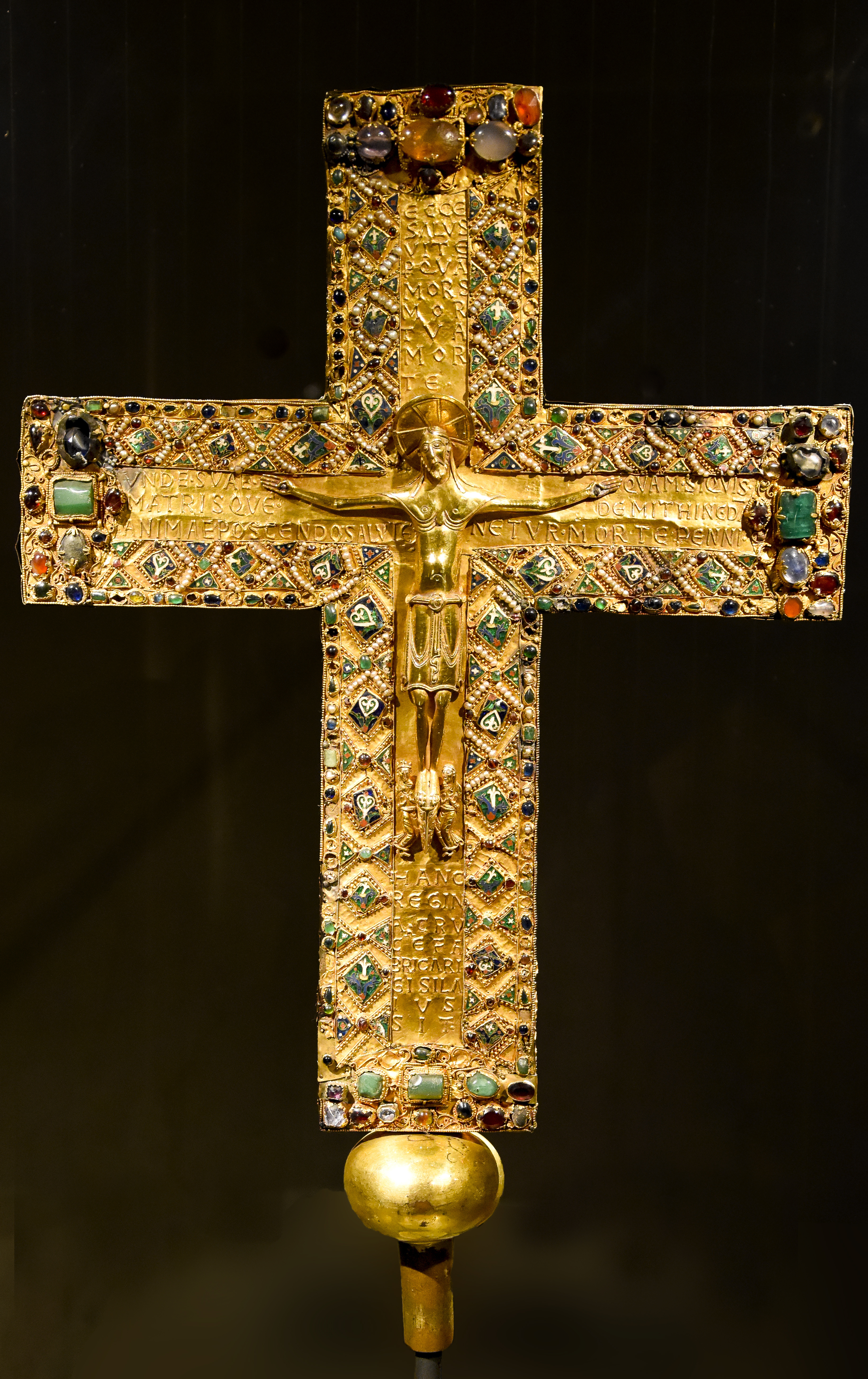
Giselakreuz, 1006

Gisela (* um 950; † 21. Juli 1006 oder 1007 in Regensburg) war Herzogin von Bayern und die Mutter Kaiser Heinrichs II. Sie war älteste Tochter des Königs Konrad III. von Burgund aus dem Geschlecht der Welfen, vermutlich aus dessen erster Ehe mit einer schlecht bezeugten Adelana. Sie war Nichte der Kaiserin Adelheid, der Gemahlin Ottos des Großen.
Gisela war verheiratet mit Herzog Heinrich dem Zänker von Bayern. Die Verlobung fand wohl schon 965 statt, die Ehe wurde wohl im Sommer 972 vollzogen. Am 6. Mai 973 wurde ihr ältester Sohn, der spätere Kaiser geboren. Die Zeit während der Haft ihres Mannes verbrachte sie in Merseburg.
Gisela wurde im Niedermünster in Regensburg begraben. Für ihr Grab gab ihre Tochter das prachtvolle Giselakreuz in Auftrag.

## Nachkommen Ehrungen
Gisela war verheiratet mit Heinrich dem Zänker. Ihre Kinder waren:
- Heinrich II. (* 973/978; † 1024), Kaiser
- Bruno († 1029), Bischof von Augsburg
- Gisela – verheiratet mit Stephan I., König von Ungarn
- Nach Gisela von Burgund ist im Westen von Regensburg die Giselastraße in der Siedlung Westheim benannt.[1]